# قانون اثر
قانون اثر اساساً بیان کنندهٔ این است که در جریان آزمایش و خطا، هرگاه میانِ محرک و پاسخ -در یک وضعیت خاص- رابطهٔ خوشایند و لذت‌بخشی پدید آید، آن رابطه تقویت می‌شود و ممکنست دوباره رخ دهد و برعکس، اگر میانِ محرک و پاسخ رابطهٔ ناخوشایند و آزاردهنده‌ای به وجود آید، کمتر احتمال دارد که پاسخ دوباره در آن موقعیت رخ دهد. این مفهوم بسیار شبیه به نظریه تکامل است، اگر یک ویژگی خاص، یک مزیت و امتیاز را برای تولید مثل فراهم کند آن صفت ادامه خواهد یافت.

## تاریخچه

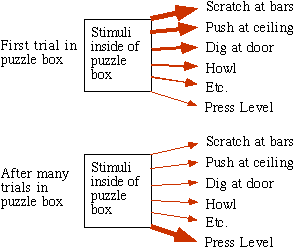
در ابتدا پاسخ‌های گربه عمدتاً غریزی بود؛ اما با گذشت زمان، پاسخ فشردن اهرم تقویت، و پاسخ‌های دیگر تضعیف شدند.

ادوارد لی سرندایک، در اواخر قرن نوزدهم، از طریق آزمایش‌های معروف خود با گربه نشان داد که چگونه جانور به تدریج از طریق آزمایش و خطا یادمی‌گیرد. هنگامی که گربه در قفس‌های موسوم به جعبهٔ معما، قرار می‌گرفت، برای رسیدن به غذا رفتارهایی انجام می‌داد؛ ولی وقتی کوشش‌هایی منجر به غذا می‌شدند، میزان خطای حیوان کاهش می‌یافت تا جایی که بدون هیچ کوشش اضافی موفّق می‌شد به غذا دست یابد.
بنابراین وقتی پاداشی بلافاصله به دنبال یکی از رفتارها بیاید، یادگیری عمل قوی‌تر می‌شود. ثرندایک این نیرومند شدن را قانون اثر (به انگلیسی: Law of Effect) نامید.

## اسکینر:جعبهٔ آزمون و خطا

جعبهٔ اسکینر

در آزمایش‌های برحاس فردریک اسکینر، موش یا کبوتری را در جعبه‌ای (جعبهٔ اسکینر) قرار می‌دادند. جعبه دارای اهرم‌های متفاوتی بود که موجب دریافت غذا یا آب؛ یا برعکس موجب شوک الکتریکی می‌شدند. حیوان در جعبه به اکتشاف دست می‌زد و گاهی اوقات تصادفاً میلهٔ تعبیه شده را فشار می‌داد.
تقویت یا پاداش هر فرایندی است که احتمال بروز یک رفتار خاص را افزایش دهد؛ خواه با ارائهٔ یک محرک دلخواه (تقویت مثبت) یا حذف یک محرک آزاردهنده (تقویت منفی).
تنبیه عکس تقویت است و عبارتست از هر فرایندی که باعث کاهش احتمال بروز یک رفتار می‌شود؛ خواه از طریق ارائهٔ یک محرک آزاردهنده یا حذف محرک خوش‌آیند.

## مطالب وابسته
- شرطی‌شدن فعال